# Kermia
Kermia é um gênero de gastrópodes pertencente a família Raphitomidae.

## Espécies
- Kermia aegyptiaca Kilburn & Dekker, 2008[3]
- Kermia aglaia (Melvill, 1904)[4]
- Kermia albicaudata (Smith E. A., 1882)[5]
- Kermia albifuniculata (Reeve, 1846)[6]
- Kermia alveolata (Dautzenberg, 1912)[7]
- Kermia aniani Kay, 1979[8]
- Kermia apicalis (Montrouzier in Souverbie, 1861)
- Kermia benhami Oliver, 1915[9]
- Kermia bifasciata (Pease, 1860)[10]
- Kermia brunnea (Pease, 1860)[11]
- †Kermia bulbosa Harzhauser, 2014
- Kermia caletria (Melvill & Standen, 1896)[12]
- Kermia canistra (Hedley, 1922)[13]
- Kermia catharia (Melvill, 1917)[14]
- Kermia cavernosa (Reeve, 1845)
- Kermia chichijimana (Pilsbry, 1904)[15]
- Kermia clathurelloides Kilburn, 2009
- Kermia crassula Rehder, 1980[16]
- Kermia cylindrica (Pease, 1860)[17]
- Kermia daedalea (Garrett, 1873) [18]
- Kermia drupelloides Kilburn, 2009
- Kermia episema (Melvill & Standen, 1896)
- Kermia eugenei Kilburn, 2009
- Kermia euryacme (Melvill, 1927)
- Kermia euzonata (Hervier, 1897)
- Kermia felina (Reeve, 1843)
- Kermia geraldsmithi Kilburn, 2009
- Kermia granosa (Dunker, 1871)[19]
- Kermia harenula (Hedley, 1922)[20]
- Kermia informa McLean & Poorman, 1971[21]
- Kermia irretita (Hedley, 1899)
- Kermia lutea (Pease, 1860)[22]
- Kermia maculosa (Pease, 1863)
- Kermia margaritifera (Reeve, 1846)
- Kermia melanoxytum (Hervier, 1896)[23]
- Kermia netrodes Melvill, 1917
- Kermia producta (Pease, 1860)[24]
- Kermia pumila (Mighels, 1845)[25]
- Kermia punctifera (Garrett, 1873)
- Kermia pustulosum (Folin, 1867)[26]
- Kermia sagenaria Rehder, 1980[27]
- Kermia spanionema Melvill, 1917
- Kermia subcylindrica (Hervier, 1897)[28]
- Kermia tessellata (Hinds, 1843)[29]
- Kermia thespesia (Melvill & Standen, 1896)[30]
- Kermia thorssoni Chang, 2001[31]
- Kermia tippetti Chang, 2001[32]
- Kermia tokyoensis (Pilsbry, 1895)

Espécies trazidas para a sinonímia
- Kermia anxia Hedley, 1909: sinônimo de Exomilus edychrous (Hervier, 1897)
- Kermia barnardi (Brazier, 1876): sinônimo de Pseudodaphnella barnardi (Brazier, 1876)
- Kermia chrysolitha (Melvill & Standen, 1896): sinônimo de Kermia punctifera (Garrett, 1873)
- Kermia clandestina Deshayes, 1863: sinônimo de Kermia pumila clandestina (Deshayes, 1863)
- Kermia edychroa (Hervier, 1897):[33] sinônimo de Exomilus edychrous (Hervier, 1897)
- Kermia gracilis de Folin, 1879: sinônimo de Exomilus edychrous (Hervier, 1897)
- Kermia hirsuta (de Folin, 1867): sinônimo de Microdaphne trichodes (Dall, 1919)
- Kermia margaritifera Reeve, 1846: sinônimo de Kermia foraminata (Reeve, 1845)
- Kermia mauritiana Sowerby, 1893: sinônimo de Kermia producta (Pease, 1860)
- Kermia oligoina Hedley, 1922: sinônimo de Pseudodaphnella oligoina Hedley, 1922
- Kermia picta Dunker, 1871: sinônimo de Philbertia felina (Reeve, 1843)
- Kermia pyrgodea (Melvill, 1917):[34] sinônimo de Kermia producta (Pease, 1860)
- Kermia receptoria (Melvill & Standen, 1901): sinônimo de Daphnella receptoria Melvill & Standen, 1901
- Kermia rufolirata (Hervier, 1897):[35] sinônimo de Pseudodaphnella rufolirata (Hervier, 1897)
- Kermia semilineata Garrett, 1873: sinônimo de Kermia granosa (Dunker, 1871)
- Kermia spelaeodea (Hervier, 1897):[36] sinônimo de Pseudodaphnella infrasulcata (Garrett, 1873)
- Kermia subspurca (Hervier, 1896):[37] sinônimo de Hemilienardia subspurca (Hervier, 1896)
- Kermia thereganum Melvill & Standen, 1896: sinônimo de Kermia lutea (Pease, 1860)
- Kermia violacea Pease, W.H., 1868: sinônimo de Kermia pumila (Mighels, 1845)

Espécies que são nomen dubium
- Kermia foraminata (Reeve, 1845)[38]